# Aciditate
Aciditatea este o proprietate a unor substanțe (acizi) în soluții lichide, de obicei apoase, de a reacționa cu metale și a da reacții de neutralizare cu alte substanțe numite baze. Noțiunea este folosită în mai multe sectoare de activitate.

## Chimie
Mărime care indică conținutul în acid al unei soluții și care se exprimă prin concentrația în ioni de hidrogen a acesteia.

## Fiziologie
Aciditate gastrică, aciditate exprimată prin cantitatea de acid clorhidric liber și de clor organic din sucul gastric secretat de glandele stomacului. Lipsa acidității gastrice îngreunează acțiunile fermenților gastrici asupra alimentelor, deci și digestia. 

## Pedologie
Aciditatea solului, însușirea solului spălat de baze de a se comporta ca un acid slab, prin eliberarea în soluție a ionilor de hidrogen. Poate fi actuală, reprezentată prin concentrația în ioni de hidrogen a soluției solului, și potențială (sau hidrolitică, de schimb), reprezentată prin totalitatea ionilor de hidrogen deplasați din sol la tratarea cu soluția unei sări. Determinarea acidității solului servește la stabilirea necesității de amendament calcaros.